# International Journal of Hydrogen Energy
International Journal of Hydrogen Energy (в переводе с англ. «Международный журнал водородной энергетики») — ведущий научный журнал в области водородной энергетики, физики и химии горения водорода. В нём публикуются статьи с результатами фундаментальных исследований использования водорода как топлива.
Журнал выпускается издательством Elsevier как официальное издание Международной ассоциации водородной энергетики (IAHE). Выходит с периодичностью один раз в месяц. Его импакт-фактор в 2012 году был равен 3,548. По цитируемости статей журнал занимает третье место в мире в категории «Энергетика и топлива» (2011).
Главный редактор журнала — президент Международной ассоциации водородной энергетики, почётный профессор (эмерит) университета Майами Т. Н. Везироглы (T. N. Veziroglu).

## Тематика
Журнал ориентирован на научных работников, занимающихся теоретическими, экспериментальными и численными исследованиями всех аспектов применения водорода как перспективного топлива, включая его производство, хранение, транспортировку и использование. Рассматриваются экономические и экологические аспекты использования водорода, а также вопросы международных соглашений и нормативной базы по водороду.